# Jacques Pierre Brissot

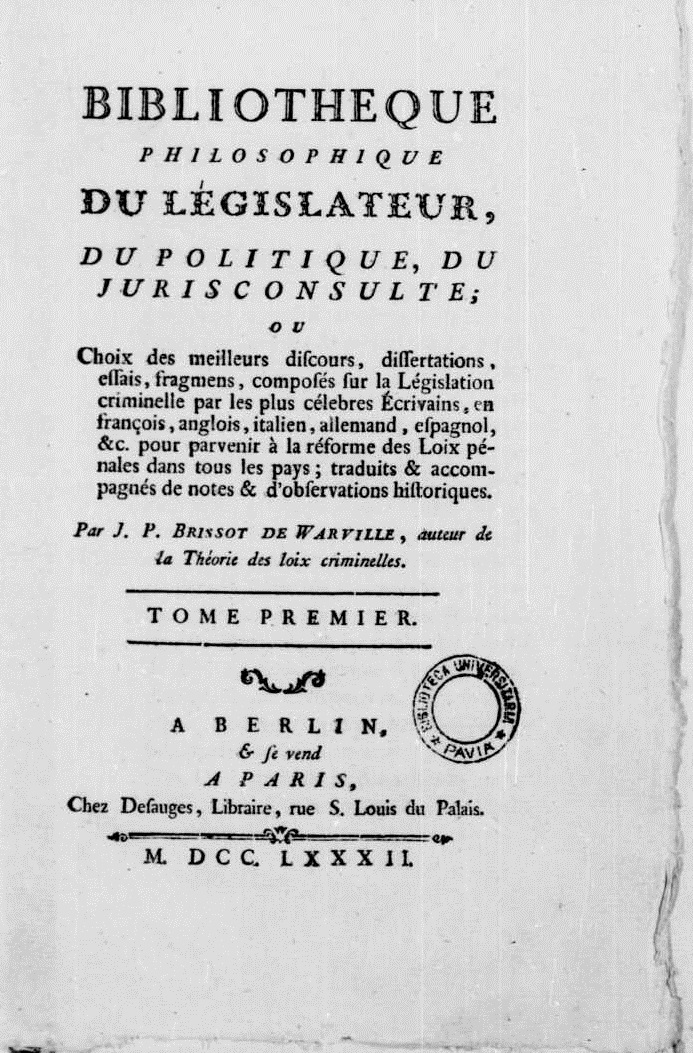
Bibliothèque philosophique du Législateur, du Politique, du Jurisconsulte, 1782

Jacques Pierre Brissot de Warville (Chartres, 1754. január 14. – 1793. október 31.) francia politikus.

## Élete
Tanulmányai befejezése után a monarchiaellenes ellenzékkel működött íróként. Munkáiról Voltaire is elismerően írt, de az udvar üldözte és 1784-ben néhány hónapig a Bastille-ban ült. Egy másik elfogatás elől (Louis Philippe Joseph d’Orléans herceggel szőtt összeesküvés miatt) Londonba menekült, ahol a rabszolga-kereskedés ellen agitált. Párizsba visszatérve 1788-ban megalapította a A négerek barátai társaságát (Société des amis des noirs) és ennek megbízásából Észak-Amerikába ment. Visszatérése után kitört forradalom, létrehozta a Le Patriote français című nagy sikerű lapot, amelyben igyekezett a forradalom ügyét szolgálni. Beválasztották a párizsi városi tanácsba, bekerült a Nemzeti Konventbe, és a Brissotins-párt vezetője lett, amelyet girondisták név alatt ismerünk. Rajongott a köztársaságért, háborút akart minden koronás zsarnok ellen és egész Európát köztársasággá szerette volna átalakítani. Franciaország külügyi politikájára ebben az időben nagy befolyást gyakorolt. Utolsó jelentékeny tette az Angliának és Hollandiának szóló hadüzenet volt 1793 tavaszán. Akkor már szakított a radikálisokkal és úgy látszik, hogy a Tuileriák 1792. augusztus 10-én történt megrohanása az ő akarata ellenére történt. Az 1792 szeptemberi mészárlások után a szakadás elkerülhetetlenné vált. Megszavazta ugyan a XVI. Lajos kivégzését, de a népre való hivatkozással és másokhoz hasonlóan saját élete miatti félelemből. 1793. május 31-én azonban ő is osztozott a Girondisták közös sorsában. Azzal vádolták, hogy egyetért az udvarral. Moulins-ban elfogták, ahol Legs à mes enfants cím alatt (megjelent a fia által kiadott Mémoires de Brissot sur les contemporains et la révolution française-ben, 1830) emlékiratait írta. 1793. október 31-én kivégezték.

## Fontosabb írásai
- Recherches philosophiques sur le droit de propriété considéré dans la nature, pour servir de premier chapitre à la "Théorie des lois" de M. Linguet, Paris, 1780,
- Bibliothèque philosophique du Législateur, du Politique et du Jurisconsulte, Berlin, Paris, 1782–1786,
- Moyens d’adoucir la rigueur des lois pénales en France sans nuire à la sécurité publique, 1780
- Théorie des lois criminelles, Paris, 1781,
- De la Vérité des Méditations sur les moyens de parvenir à la vérité dans toutes les connaissances humaines, Neufchâtel, Paris, 1782,
- Correspondance universelle sur ce qui intéresse le bonheur de l’homme et de la société, Londres, Neufchâtel, 1783,
- Journal du Lycée de Londres, ou Tableau des sciences et des arts en Angleterre, Londres, Paris, 1784,
- Tableau de la situation actuelle des Anglais dans les Indes orientales, et Tableau de l’Inde en général, 1784,
- l’Autorité législative de Rome anéantie, Paris, 1785,
- Discours sur la Rareté du numéraire, et sur les moyens d’y remédier, 1790,
- Mémoire sur les Noirs de l’Amérique septentrionale, 1790,
- Voyage aux États-Unis, 1791
- Mémoires, posztumusz kiadás, 1829–1832
- Testament politique posztumusz kiadás, 1829–1832